# NGC 7622
NGC 7622 је елиптична галаксија у сазвежђу Тукан која се налази на NGC листи објеката дубоког неба.
Деклинација објекта је - 62° 7' 3" а ректасцензија 23h 21m 38,5s. Привидна величина (магнитуда) објекта NGC 7622 износи 13,5 а фотографска магнитуда 14,5. NGC 7622 је још познат и под ознакама ESO 148-8, AM 2318-622, PGC 71187.